# Porters Neck
 (mai 2025).
Porters Neck est une census-designated place située dans le comté de New Hanover, dans l’État de Caroline du Nord, aux États-Unis. Lors du recensement de 2020, elle comptait 7 397 habitants.